# Баљио Месина I (Трапани)
Баљио Месина I је насеље у Италији у округу Трапани, региону Сицилија.
Према процени из 2011. у насељу је живело 74 становника. Насеље се налази на надморској висини од 289 м.